# Playboy
Playboy er et amerikansk mandeblad, der indeholder journalistiske artikler, skønlitteratur, erotik og softcore porno. Det udkommer i omkring 3 millioner eksemplarer (2005) i omkring 40 lande; derudover udgives 17 nationale udgaver. 
Månedsmagasinet Playboy blev grundlagt i Chicago i 1953 af Hugh Hefner og er foruden fotografierne af nøgne kvinder, de såkaldte Playmates, blevet kendt for interviews med kendte personer og talrige prisbelønnede artikler. Bladet rummer også korte noveller, ofte af kendte forfattere. Eksempelvis har et par af Ian Flemings James Bond-romaner (fx The Man with the Golden Gun) været trykt i bladet som føljeton over nogle måneder. Politisk er magasinet kendt for at udtrykke liberale holdninger til de fleste emner. 
Bladet havde sin storhedstid fra sidst i 1950'erne til først i 1970'erne. I denne periode var konkurrencen mindre, ligesom den almene seksualmoral var mere restriktiv. Playboy havde held med at kombinere et indhold af høj journalistisk kvalitet, med hvad der i dag opfattes som smagfuld erotik, og endda sælge bladet i et stort oplag. Siden 1970'erne har oplaget været faldende, men på et stabilt leje siden Hefners datter, Christie Hefner, tiltrådte som redaktør i 1982. 
Udgivervirksomheden er siden grundlæggelsen vokset betragteligt, således at Playboy Enterprises Inc. i dag har aktiviteter inden for alle typer af medier, herunder Playboy TV, der også distribueres i Danmark. 